# Heisteria coccinea
Heisteria coccinea är en tvåhjärtbladig växtart som beskrevs av Nikolaus Joseph von Jacquin. Heisteria coccinea ingår i släktet Heisteria och familjen Erythropalaceae. Inga underarter finns listade i Catalogue of Life.